# Lesznia
Lesznia (dawn. Leśna) – wieś w Polsce położona w województwie podlaskim, w powiecie białostockim, w gminie Suraż. Leży nad Narwią.
W latach 1975–1998 miejscowość administracyjnie należała do województwa białostockiego.
W 1941 hitlerowcy spacyfikowali wieś, zrabowali inwentarz żywy i martwy. Lesznia została prawie zupełnie spalona,  45 budynków mieszkalnych pozostało 13. W trakcie pacyfikacji zginęło 3 osoby, m.in. Wacław Borowski. Czterech mieszkańców wywieziono na roboty przymusowe do Niemiec. 
Wierni kościoła rzymskokatolickiego należą do parafii Wniebowstąpienia Pańskiego w Strabli.